# Neile Adams
Neile Adams, właśc. Ruby Neilam Salvador Adams (ur. 10 lipca 1932 w Manili) – filipińska aktorka, piosenkarka i tancerka.

## Życiorys
Córka tancerki Carmen Salvador, pochodzącej z mieszanej etnicznie rodziny niemiecko-filipińskiej. W 1948 osiedliła się w Stanach Zjednoczonych. W 1952 zadebiutowała na wielkim ekranie niewielką rolą w filmie Grubstake. Jej kariera nabrała rozpędu, kiedy poznała amerykańskiego aktora Steve‘a McQueena. W 1956 go poślubiła, a w 1960 u jego boku zagrała w serialu Alfreda Hitchcocka (odcinek „Człowiek z Południa”). W swojej karierze zagrała w 8 filmach fabularnych i 13 serialach telewizyjnych. Po zakończeniu kariery filmowej w 1991 występowała w kabarecie.
W 1972 rozwiodła się z McQueenem i poślubiła Alvina Toffela, z którym była związana do jego śmierci w 2005. Synem aktorki był aktor Chad McQueen (1960-2024), a jej wnukiem inny aktor Steven R. McQueen.
W 1986 nakładem wydawnictwa Columbus ukazały się wspomnienia aktorki: My Husband, My Friend: A Memoir, upamiętniające jej związek ze Steve‘em McQueenem.

## Role filmowe
- 1952: Grubstake
- 1957: This Could Be the Night jako Patsy St Clair
- 1960: Człowiek z Południa
- 1972: Fuzz jako Teddy Carella
- 1973: So Long, Blue Boy jako Julie Stevens
- 1981: Najlepszy kumpel jako sprzedawczyni
- 1981: Chu Chu and the Philly Flash jako kobieta w samochodzie
- 1990: Nightmare on the 13th Floor
- 1991: Cena za umarłego